# Nelson Ned
Nelson Ned D'Ávila Pinto (Ubá, Minas Gerais; 2 de marzo de 1947-Cotia, São Paulo; 5 de enero de 2014), conocido como Nelson Ned o El pequeño gigante de la canción, fue un cantautor y músico brasileño. Es ampliamente considerado una de las voces más potentes de Brasil y uno de los intérpretes de bolero, música romántica y cristiana más importantes e influyentes a nivel mundial con más de 50 millones de discos vendidos en todo el mundo.

## Biografía

### Primeros años
Sus padres y seis hermanos eran de estatura promedio y Nelson Ned nació con el tamaño de un bebé normal, pero a los seis meses le fue diagnosticada una afección llamada displasia espóndilo-epifisiaria, un tipo de enanismo. La estatura de Nelson alcanzó los 1,12 m.
A los 5 años sus padres, viendo sus aptitudes para la canción, lo llevaron a las audiciones de la Radio Educadora Laborista, consagrándolo como una pequeña celebridad para el auditorio.
Hizo su primera aparición a los 14 años en la Tele Itacolomi, en Belo Horizonte, Minas Gerais, de su natal Brasil, comenzando así su carrera. A los 16 años la mencionada cadena televisiva le ofreció ser el principal conductor en un programa que se llamó: "Gente, el tamaño no importa". Ganó el concurso "Un cantante por un millón" y, cuando menos se esperaba, apareció en São Paulo para presentarse en la "Discoteca la Chacrinha".

### Inicios musicales
A finales de la década de los 60 comenzó a realizar giras y grabar discos, inclusive en otros países de América Latina, donde fue también muy popular. Con un repertorio ligado a la música romántica, sus presentaciones atraían multitudes a estadios y teatros. Como compositor, algunas de sus canciones fueron grabadas por Moacyr Franco, Antônio Marcos, Agnaldo Timóteo, Ismael Miranda, Matt Monro, entre otros. Su primer sencillo contenía sólo 2 canciones: "No sabía que estabas tan linda" y "Preludio a la vuelta", grabadas en 1960, las cuales se convirtieron años más tarde en muy reconocidas.

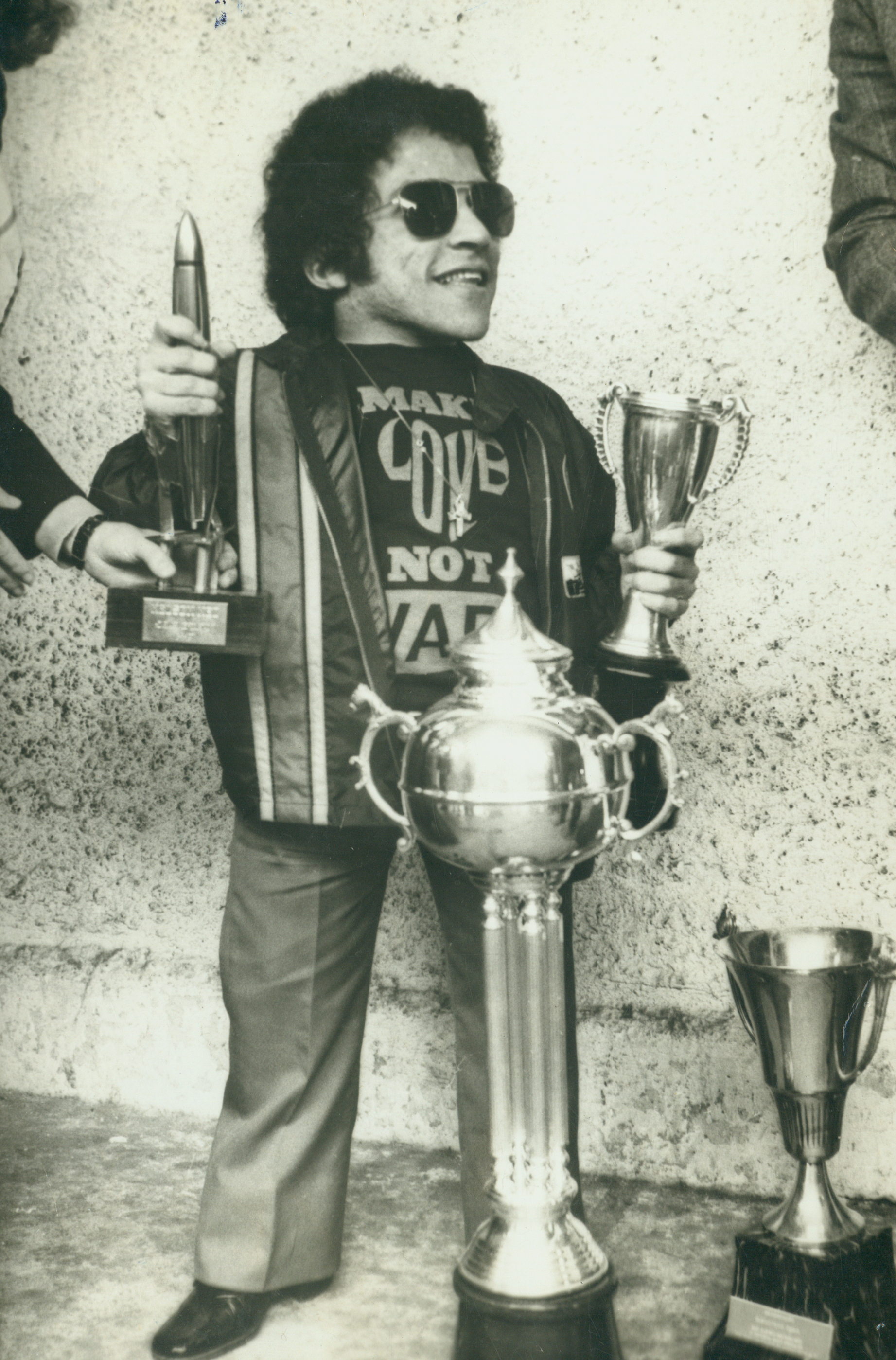
Nélson Ned (1973).

En 1964, fue llamado por la discográfica Polygram para grabar su primer LP, titulado Un Show de 90 Centímetros. Luego, en 1968 resultó ganador del Festival de la Canción realizado en Buenos Aires, Argentina, con la canción Todo Pasará.
En 1970 participó en el Festival de la Canción Latinoamericana, realizado en Nueva York. En 1976, lanzó el álbum "O Poder Da Fé", producida por la discográfica "Celestial". En 1977, realizó un trabajo instrumental para la "Orquesta Electrónica de Moog".
Su estilo musical comprendía las baladas románticas, boleros y todo lo que concierne a la música romántica. En la década de los 70 se presentó en el Carnegie Hall de Nueva York, en el Madison Square Garden y en el salón Megaeventos de México. Internacionalmente, fue el primer artista de América Latina en vender un millón de discos en Estados Unidos, con el éxito Happy Birthday My Darling (Feliz cumpleaños mi amor) en 1974. También enriqueció los archivos de las discográficas internacionales de Copacabana, Poligram, Polidor, EMI y Philips, entre otras. Se retiró de la música popular habiendo vendido 50 millones de discos en todo el mundo, que lo hicieron merecedor de título El Pequeño Gigante de la Canción.
Nelson logró vender un total de 50 millones de discos en diversos países, tanto en lengua portuguesa como en español. Ganó discos de oro y también de platino en Brasil. Cantó bajo la dirección de Aldair Pinto y también en la RadioGuaraní. Su discografía se compone de más de treinta discos en estilo libre y ocho de góspel.[cita requerida]
En México fue conocido por la interpretación realizada por el grupo chileno "Los Ángeles Negros" llamada "Si las flores pudieran hablar", y posteriormente por el rotundo éxito "Happy Birthday My Darling", "Como duele" y "Aquellos ojos negros", ya interpretadas por él.[cita requerida]

### Música cristiana
Tras un largo bache personal y profesional, en 1993, Nelson se convirtió al cristianismo evangélico, y comenzó a concentrar su retomada carrera en la música cristiana, componiendo canciones espirituales que expresaban su fe cristiana evangélica. Publicó en 1996 su autobiografía denominada "El Pequeño Gigante de la Canción", que se editó en primer término en portugués. Este libro es una recopilación de sucesos en la vida de Nelson Ned realizada por Jefferson Magno Costa.
En 1993, salió el álbum "Jesús Está Vivo" bajo el sello discográfico "Line Records", que es una discográfica evangélica de Brasil. Este CD fue el primero en ser editado también en español. En 1994, Nelson grabó el álbum "Jesús Te Ama", editado por Warner Capell Brasil, siendo su segundo álbum grabado también en español.[cita requerida]
En 1996 lanzó su autobiografía "El Pequeño Gigante de la Canción", una referencia a su condición de enano. En el libro, él contó que enfrentó una depresión en el auge de su carrera, pasó a beber y a consumir sustancias adictivas.[cita requerida]
En 2002, realizó el álbum "Jesus é Vida". Este fue su tercer CD traducido al español con el título "Jesucristo es Vida". Contó con la participación especial para la versión en portugués de Luis de Carvalho, ambos grabados y distribuidos por "Bom Pastor" de Brasil.[cita requerida]
En 2004 lanzó su último trabajo de música cristiana, llamado "Jesus Ressuscitou" bajo el sello "Zekap Gospel" de Brasil, con el cual prácticamente desapareció de los medios artísticos.[cita requerida]

### Últimos años y muerte
La salud de Nelson estuvo muy deteriorada en los últimos años de su vida. En el año 2003 sufrió un derrame cerebral que lo mantuvo en cama durante siete meses, el cual casi le costó la vida y le provocó la pérdida de la visión en el ojo derecho. Tenía además diabetes e hipertensión, y comenzó a desarrollar la enfermedad de Alzheimer.[cita requerida]
En 2006 formó parte del grupo de maestros de la tercera edición del reality show mexicano Cantando por un sueño, en el cual tuvo como alumnos al cantante y comediante Gustavo Munguía y a Jacqueline Carrillo. Ned renunció al término de la segunda gala por considerar injustos los comentarios y las evaluaciones del jurado del programa.
El cantante vivió en la residencia de ancianos São Camilo en Granja Viana, desde el martes 24 de diciembre de 2013. Fue en este asilo donde enfermó y tuvo que ser trasladado por una ambulancia al Hospital Regional de Cotia en São Paulo.
Ned murió el domingo 5 de enero de 2014 en dicho hospital, donde se encontraba ingresado por complicaciones de una grave neumonía, problemas respiratorios y una infección en la vejiga. Tenía 66 años.
Su cuerpo fue cremado y sus cenizas descansan en el Cementerio Horto da Paz de la ciudad paulista.

## Vida personal
Nelson se casó a los veinticinco años con una actriz secundaria llamada Marli y tuvieron tres hijos. Todos heredaron su condición y dos se dedicaron al espectáculo:
- Ana Verónica Ned (estatura: 90 cm), hija menor del cantante, integra el equipo del Circo Roda Brasil. Aparte de cantar como su padre, su especialidad es bailar, realizar acrobacias, y también hace un número de payaso en el cual hace participar al público del circo.
- Nelson Ned Jr., "Juninho" (estatura 1,08 m) es un apasionado del jazz. Es un talentoso baterista y aficionado del bodyboard.
- Monalisa Ned (estatura: 1,20 m) decidió seguir la carrera de medicina, especializándose como fonoaudióloga.

Tras el divorcio debido a sus infidelidades y adicciones, de las que se acabó recuperando, Nelson se casó años después otra vez con una mujer de estatura común, María Aparecida, a quien llamaba Cidiña (Cidinha, diminutivo de Aparecida en Brasil).

## Discografía

### En portugués
- Nelson Ned (1975)
- O Poder Da Fé Vol. 1 (1976)
- O Poder Da Fé Vol. 2 (1990)
- Jesus Está Vivo (1993)
- Jesus Te Ama (1994)
- Glórias A Jesus (1995)
- Jesus Está Voltando (1997)
- Jesus É Vida (2001)
- Jesus Ressuscitou (2004)

### En español
- Si Las Flores Pudieran Hablar (1971)
- Nelson en Acción (1974)
- Por la puerta grande (1976)
- Jesús está vivo (1998)
- Jesús te ama (1998)
- Jesucristo es vida (2001)
- Mi testimonio

### Recopilaciones
- Dose Dupla
- Compõe e Canta Para Jesus (2001)
- Louvor e Adoração (2002)
- Canções Da Minha Fé (2002)
- Seleção De Ouro (2003)
- 2 Em 1 (2006)
- Warner 30 Anos (2006)
- Nova Série (2007)

## Videos
- Alabando al Rey (en español) (1995)
- Alabando Al Rey - Nelson y Otros (en español)
- Un Hombre Nuevo/A New Man (en español)
- Desde Brasil - Nelson Ned En Dallas (en español)

## DVD
- Un Hombre Nuevo/New Man (en español)

## Libros
- O Melhor De Nelson Ned (cancionero gospel en portugués) (1996)
- O Pequeno Gigante Da Canção (biografía en portugués) (1996)
- El Pequeño Gigante De La Canción (biografía en español) (1998)